# Розенталь, Николай Николаевич
Николай Николаевич Розенталь (1892—1960) — советский историк-медиевист. Доктор исторических наук, профессор Ленинградского и Одесского университетов.

## Биография
Родился 22 сентября (4 октября) 1892 года в Санкт-Петербурге (также указывается Ревель, откуда в Петербург приехал его отец Николай Александрович, трудившийся в петербургском издательстве Ф. Ф. Павленкова); был единственным ребёнком. Крещён по православному обряду.
Жили они в собственном доме — Суворовский проспект, д. 3/5. Учился в Тенишевском училище, после окончания которого в 1910 году поступил в Санкт-Петербургский университет. Историческое отделение историко-филологического факультета университета он окончил 10 мая 1914 года и был оставлен для подготовки к профессорскому званию по кафедре всеобщей истории.
В 1915 году вступил в Религиозно-философское общество в качестве корреспондента петроградской газеты (утренние «Биржевые ведомости»), где он должен был помещать отчёты о заседаниях общества. Здесь Розенталь близко сошёлся с Д. С. Мережковским.
В 1917 году вступил в Партию народной свободы и был выбран гласным одного из районов Петрограда. Вследствие чего 21 декабря 1918 года он, как бывший член кадетской партии, был впервые арестован; следующий арест последовал 6 сентября 1919 года. В декабре 1919 года он был освобождён по ходатайству Е. Д. Стасовой, и с этого момента отошёл от политики и полностью занялся наукой. В 1921 он завершил своё магистерское исследование: «Юлиан-Отступник: (трагедия религиозной личности)», напечатать которое смог только в 1923 году.
В 1924 году Н. Н. Розенталь, «как талантливый популяризатор марксистского экономического детерминизма» стал читать курсы «Происхождение торгового капитализма» и «История крестьянства в средневековой Европе» на общественно-политическом отделении факультета общественных наук Ленинградского университета. Кроме этого он преподавал в педагогическом институте и военно-политической академии (1927—1932). В 1924—1925 году был напечатан учебник Розенталя «Западноевропейское средневековье», в 1927 году — «История Европы в эпоху торгового капитализма», основанная на теорию торгового капитализма М. Н. Покровского — популярной в то время в марксистских кругах, но впоследствии раскритикованную; в 1926—1927 году были опубликованы учебные хрестоматии: «Исторический путь Запада» и «Рождение современной Европы». Кроме этого в 1925 году вышла его научно-популярная книга о Томасе Мюнцере.
К разряду поначалу не многочисленных, но активно (даже агрессивно) выступавших в печати и на разного рода собраниях «медиевистов новой формации» принадлежал Н. Н. Розенталь. Когда-то он учился у И. М. Гревса, а затем его увлекли социологические схемы в духе даже не столько марксизма, сколько вульгарного экономизма. Писал он на самые разные темы — об Юлиане Отступнике, Томасе Мюнцере, торговом капитале и т. д. В ходе междоусобий между различными группами историков-марксистов он сам не раз попадал под огонь хлесткой критики. «В лице Розенталя мы имеем один из ярких образчиков псевдомарксизма», — писалось о нем в 1930 г. в журнале «Историк-марксист». Н. Н. Розенталь в свою очередь тоже охотно участвовал в обличительных компаниях, нападая, в частности, на Е. В. Тарле. На этой почве он сблизился с Г. С. Зайделем, главным в начале 1930-х годов разоблачителем «классового врага на историческом фронте». Впрочем, у Н. Н. Розенталя временами проявлялись «интеллигентские пережитки». Как самокритично он писал, «если в отношении к нашим классовым врагам у меня нет надлежащей большевистской ненависти, то это объясняется отнюдь не моими принципиальными колебаниями, но лишь пережитками буржуазно-интеллигентской психологии (…) в условиях конкретно-практической деятельности мне легче любить, чем ненавидеть».
После ареста академиков С. Ф. Платонова, Е. В. Тарле, их последователей и учеников («Академическое дело»), в начале 1931 года подвергся критике и Розенталь; «за право-уклонистскую деятельность» он был снят с преподавательской работы. Спасло его покаянное письмо в дирекцию Института истории Комакадемии 18 февраля 1931 года. Ему удалось устроиться совместителем на преподавательскую работу в Новгородском педагогическом институте, где в 1933—1934 годах он даже возглавлял кафедру. Также он работал в Ленинградском государственном историко-лингвистическом институте (ЛГИЛИ, затем ЛИФЛИ) и когда был открыт исторический факультет Ленинградского университета, на должность заведующего кафедрой истории средних веков с 1 июня 1934 года его декан Г. С. Зайдель пригласил хорошо известного ему Н. Н. Розенталя. Однако уже вскоре, 3 марта 1935 года, последовал очередной арест; постановлением Особого совещания при НКВД СССР от 17 марта 1935 года он был выслан в Иргиз Актюбинской области.
В 1936 году он направил письмо на имя И. В. Сталина, дело его было пересмотрено и Розенталь был освобождён с лишением права жить в Москве, Киеве и Ленинграде до окончания срока ссылки; 1 сентября 1936 года он приступил к работе в Одесском университете в качестве заведующего кафедрой истории средних веков; с 1938 года он работал на кафедре всеобщей истории Курского педагогического института. Перед оккупацией Курска Розенталь руководил группами студентов, возводившими баррикады и рывшими окопы в городе. 2 октября 1941 года вместе с институтом уехал в эвакуацию в Сарапул.
В начале 1942 года был произведен последний выпуск студентов довоенного набора Курского педагогического института, после чего ВУЗ был временно закрыт, а Розенталь уехал в Майкоп, где в это время находился Одесский университет.
В 1945 году вместе с университетом вернулся в Одессу — с уже готовой докторской диссертацией «Социальные основы языческой реакции императора Юлиана», защита которой состоялась 18 июля 1945 года в Московском университете. В 1949 году была напечатана его работа «Социально-политические воззрения языческой интеллигенции поздней римской империи (Либаний и Аммиан Марцеллин)» («Труды Одесского госуниверситета». — Вып. 49., Ист. факультет. — Т. 2. — С. 41—101). А в начале апреля 1949 года Розенталь, как космополит, был освобожден от обязанностей заведующего кафедрой истории средних веков и выведен из состава учёного совета Одесского университета.
В 1945—1954 годах преподавал в Одесском государственном педагогическом институте имени К. Д. Ушинского. В 1951—1954 годах читал также курс эстетики в Одесской государственной консерватории имени А. В. Неждановой.
В 1954 году вышел на пенсию и уехал с женой в Москву, к дочери Оксане Николаевне.
Там он читал лекции по эстетике в Московской консерватории, спецкурс в педагогическом институте им. Н. К. Крупской. По линии Общества по распространению научных и политических знаний РСФСР он читал лекции по истории христианства; вышли его научно-популярные работы: «Христианство, его происхождение и сущность» (М.: «Знание», 1955; также на болгарском — София : Профиздат, 1956); «Из истории православия, католицизма и протестантизма» (М.: «Знание», 1956); «Жанна д’Арк — народная героиня Франции» (М.: «Соцэк-гиз», 1958). В 1962 году в сборнике «Древний мир» была напечатана его статья «Религиозно-политическая идеология Зосима».
Умер 7 ноября 1960 года. Урна с прахом захоронена в колумбарии Донского кладбища.

## Семья
Жена Ксения Владимировна, урождённая Варёнова (1902—?). Её отец Владимир Дмитриевич, происходивший из дворян Херсонской губернии, 1 июля 1901 года обвенчался с дочерью статского советника Надеждой Львовной Изотовой; впоследствии они эмигрировали во Францию.
Дети:
- Николай (род. 1922)
- Владимир (род. 1928)
- Оксана (род. 1930)